# Enigmistica

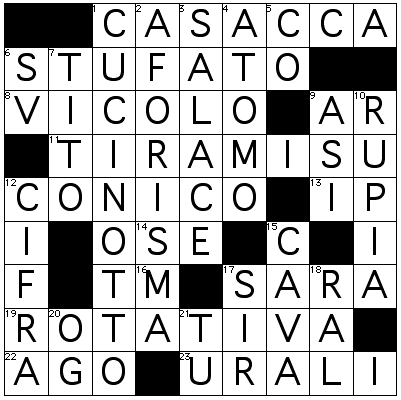
Esempio di cruciverba

L'enigmistica è l'arte di comporre e/o risolvere enigmi e altri tipi di giochi basati sulla scoperta di parole e significati nascosti. Nel caso della composizione si parla più propriamente di enigmografia. Il termine deriva dall'enigma inteso come indovinello di tipo complesso e poetico, concetto esistente già dall'antichità; dal XIX secolo l'enigmistica moderna si è estesa a comprendere diverse centinaia di tipi di giochi, con regole precise. Ci sono due grandi gruppi di giochi enigmistici: quelli poetici o letterari, basati su frasi, parole e lettere, e quelli grafici o figurati, basati anche o soltanto su immagini.

## Storia dell'enigmistica

### Antichità
Storicamente il primo tipo di enigma che è apparso è l'indovinello, che rappresentava pienamente il concetto classico di enigma: nascondere sotto un testo un significato che poteva essere semplicemente diverso ma anche a volte esoterico. Non per nulla sono noti i responsi degli oracoli, studiati attentamente per potere significare una cosa e il suo opposto: un esempio famoso è dato dalla frase in latino ibis redibis non morieris in bello, che a seconda di dove vengono messe le virgole può significare "andrai, tornerai, non morirai in guerra" oppure "andrai, non tornerai, morirai in guerra".
L'indovinello più famoso dell'antichità è certamente quello che la Sfinge pose a Edipo: Qual è l'animale che al mattino avanza con quattro zampe, a mezzodì procede con due e quand'è sera cammina con tre? La risposta di Edipo, "l'uomo, che da giovane cammina a quattro zampe, durante la sua età matura sulle due gambe e da vecchio ha bisogno del bastone", costrinse la Sfinge a uccidersi. La parte che importa all'enigmista è però la differenza tra il senso nominale del testo e quello nascosto. "Mattino", "mezzogiorno" e "sera" non sono infatti i momenti della giornata, ma rappresentano le fasi della vita dell'uomo. Questa storia è così importante per l'enigmistica che Edipo e Sfinge sono diventati nomi usuali tra gli appassionati.
Nella classicità l'indovinello poteva però anche essere impossibile da risolvere. La leggenda dice ad esempio che Omero morì per la vergogna di non avere risolto l'indovinello di un gruppo di pescatori di Ios, che faceva Quello che noi abbiamo preso, l'abbiamo lasciato; quanto non abbiamo preso, ce lo portiamo. La risposta erano le pulci che i pescatori si erano presi: quelle che erano riusciti a trovarsi addosso le avevano tolte, mentre le altre erano rimaste loro addosso. Un altro indovinello di questo tipo lo troviamo nella Bibbia, quando Sansone chiede ai filistei Dal divoratore è uscito il cibo, e dal forte è uscita la dolcezza. La risposta era "il leone che ho ucciso, e che nelle sue interiora aveva un favo di miele": la soluzione in questo caso fu trovata con un aiuto esterno, ossia la moglie di Sansone.
Anche nella tradizione latina l'indovinello ebbe un grande seguito, ma ci furono anche altri giochi enigmistici, spesso sotto forma di giochi di parole. Ad esempio Cicerone terminò una sua lettera scrivendo Mitto tibi navem prora puppique carentem, cioè "ti mando una nave senza prua e poppa". Togliendo la "prua" e la "poppa", cioè la prima e l'ultima lettera, della parola "navem" otteniamo il saluto "ave". Molto noto è anche un palindromo, nella forma di un indovinello che è un esametro latino:
in girum imus nocte, ecce, et consumimur igni
(ecco, andiamo in giro la notte, e ci consumiamo al fuoco: si parla delle falene)
Occorre ricordare anche l'opera di Nestore di Laranda (III secolo d.C.) e Trifiodoro (V secolo d.C.), che rielaborarono rispettivamente l'Iliade e l'Odissea sotto forma di lipogramma, dove in ogni canto non veniva usata la lettera corrispondente nell'ordine alfabetico.

### Medioevo e Rinascimento
Durante il Medioevo la cultura scritta era molto limitata: non è quindi difficile immaginare come ci siano rimasti ben pochi esempi di giochi enigmistici, e quelli che si trovano sono in latino. C'è però un'eccezione: il cosiddetto indovinello veronese. Questo testo risale a un periodo tra l'VIII e il IX secolo, rinvenuto nel 1924 e attualmente presso la Biblioteca Capitolare di Verona e recita in una lingua di transizione tra latino e italiano:
Se pareva boves, alba pratalia araba
(et) albo versorio teneba (et) negro semen seminaba
Una versione in italiano moderno è più o meno "Si portava dietro i buoi, e arava dei bianchi campi; teneva un bianco vomere, e seminava un nero seme". La soluzione dell'indovinello è la scrittura: i buoi sono le dita, i bianchi campi le pagine, il vomere la penna d'oca e il seme nero ovviamente l'inchiostro. Anche se c'è chi, come Giampaolo Dossena, ritiene che questo non sia in realtà un indovinello, bisogna dire che ci sono molti esempi di indovinelli simili nella tradizione popolare italiana.
Facendo un salto di diversi secoli, arriviamo a Leonardo da Vinci, che lasciò traccia scritta di un nuovo tipo di gioco: il rebus. Abbiamo otto fogli di rebus "a specchio", che si devono cioè leggere da destra a sinistra come tutti i suoi scritti; occorre tenere a mente poi che le regole sono molto più rilassate di quelle che abbiamo adesso, permettendo pronunce leggermente diverse. Due esempi:
IN; Felce; Setaccio; Perla; More = "Infelice se taccio per l'amore"
L'amo; Re; Mi; Fa; Sol; La; ZA; Re = "L'amore mi fa sollazzare"

### L'enigmistica italiana dal 1500 al 1700
Già con Leonardo si può vedere l'inizio di un nuovo periodo per gli enigmi, che diventano pane per i denti dei letterati e dei poeti di corte. In pratica il gioco più usato era l'indovinello, e le regole continuavano a essere differenti da quelle attuali: non c'era insomma la differenza tra il senso apparente e quello reale, ma veniva direttamente descritto l'oggetto o il concetto da indovinare, anche se ovviamente il testo, poetico, cercava di usare termini che sviassero gli ascoltatori.
La prima raccolta di enigmi in lingua italiana apparve nel 1538: secondo lo stile logorroico del tempo era intitolata Sonetti giocosi da interpretare, sopra diverse cose, comunemente note, ed era opera di un maniscalco senese, Angiolo Cenni, che aveva fondato la Congrega dei Rozzi e si faceva chiamare il Resoluto. Quasi contemporaneo è Gian Francesco Straparola, nato a Caravaggio verso la fine del XV secolo e vissuto tra Bergamo e Cremona. Si sa molto poco di lui: già il cognome potrebbe essere uno pseudonimo. Nel 1550 in una prima edizione, e poi nel 1553 in una versione ampliata, lo Straparola pubblicò a Venezia le Piacevoli notti, una serie di fiabe e novelle ciascuna delle quali, tranne una, veniva conclusa da un enigma da risolvere. Molti di questi enigmi erano anche esplicitamente copiati da versioni che circolavano al tempo, e parecchi presentavano il soggetto in maniera che sembrava licenziosa. Non per nulla lo Straparola è stato malvisto nella storia della letteratura italiana. Altre raccolte di quel periodo sono a nome di tale "Madonna Daphne di Piazza" e "Damon Fido Pastore", pseudonimi cui non si sa dare un nome.
Dopo una serie di altri enigmografi minori, si passa finalmente a un nome noto: Giulio Cesare Croce. L'autore di Bertoldo e Bertoldino scrisse due libri di enigmi: Notte sollazzevole di cento enigmi da indovinare, aggiuntovi altri sette sonetti del medesimo genere con le loro dichiarazioni nel fine (Bologna, 1594) e Seconda notte sollazzevole di cento enigmi da indovinare. Trattenimento nobile per ogni spirito gentile e virtuoso, aggiuntovi altri otto sonetti del medesimo genere (Bologna, 1601). Le opere, soprattutto la seconda, rivelano un trattamento che supera di molto le versioni popolari da cui gli enigmisti traevano spunto. Anche Michelangelo Buonarroti il Giovane (1568-1646), pronipote del più noto omonimo, ha una produzione più "moderna", per così dire, in cui si notano già dei giochi di parole (il boccale "divino", o indicato come "bocca" e "ale"). Forse gli enigmi composti da Tommaso Stigliani sarebbero stati molto interessanti, ma la maggior parte di essi non è giunta fino a noi perché messa all'Indice a causa della licenziosità. Merita però mostrare l'ottava relativa alle forbici, un tema classico del tempo, per dare un'idea di come gli enigmi venissero proposti.
A un tempo stesso io sono un solo e due
E fo due ciò ch'er'uno primamente;
Una m'adopra con le cinque sue,
Contra infiniti ch'in capo ha la gente.
Tutto son bocca da la cinta in sue
E più mordo sdentato, che con dente.
Dinanzi e dietro ho due belliche siti
Gli occhi ho nei piedi e spesso agli occhi i diti
Galileo usava gli anagrammi per indicare la priorità delle sue scoperte di corpi celesti permettendogli allo stesso tempo di non renderle immediatamente pubbliche. Per quanto riguarda il Seicento il nome di gran lunga più importante è quello del fiorentino Antonio Malatesti (1610-1672).

## Il Settecento
Il Settecento, almeno in Italia, continua a vedere il fiorire di poeti di corte. Gli enigmisti tendono a essere noti solamente per anagrammi, non necessariamente corretti: si prenda ad esempio Caton l'Uticense, pseudonimo di Leone Santucci canonico nella chiesa di San Giovanni a Lucca. Come si vede, c'è una T di troppo, ma magari la cosa era dovuta al non volersi fare riconoscere... Ad ogni modo, il suo libro, Enimmi di Caton l'Uticense lucchese uscito come prima edizione a Venezia nel 1689, contiene 142 enigmi tutti assolutamente casti. La sua opera è molto interessante, perché per la prima volta si comincia a vedere utilizzata la dilogia, vale a dire l'uso della stessa parola con due significati distinti - uno poetico e l'altro relativo alla soluzione dell'enigma.
Altro sacerdote enigmista è il bolognese Giovanni Battista Tarroni (o Taroni), noto come Giovanni Statira Bottini, che nel 1718 diede alle stampe nella sua città i Cento nodi in rima, scritti in ottave e saccheggiati a profusione dagli autori successivi. Il bastone dell'enigmistica stava però lasciando l'Italia, e nuovi giochi sarebbero apparsi.

## La sciarada
Nella seconda metà del '700 in Francia nasce infatti la charade, cioè il gioco che noi chiamiamo sciarada. Il cambio di paradigma è davvero epocale: dagli enigmi o indovinelli che raffigurano un oggetto, concreto o astratto che sia, si passa a una combinazione di lettere. Si può obiettare che gli anagrammi erano già noti: ma in effetti essi non venivano usati come giochi, ma solo per celare nomi o scoperte.
La prima rivista che aprì le porte alle sciarade fu il Mercure de France, rivista di letteratura ed arte fondata nel 1789. Si tenga presente che nelle sciarade proposte non importava come le parole fossero scritte (gioco per l'occhio) ma come vengono lette (gioco per l'orecchio). Così un gioco poteva risolversi come Chat / Rade = Charade. La seconda caratteristica importante è che le varie parti della sciarada sono "nominate" all'interno del testo. Ecco un esempio con la combinazione di cui sopra:
Mon premier est un animal,
Mon second est un port, 
Mon tout est un jeu d'esprit.
Letteralmente, "Il mio primo è un animale (il gatto), / il mio secondo è un porto (la rada), / il mio tutto è un gioco di spirito (la sciarada)". In italiano, le tre parti si chiamano primo o primiero (comodo perché fa rima con intero, il nome per il tutto), e secondo.
Le sciarade divennero così di moda da diventare addirittura un modo per passare le serate, con le cosiddette "sciarade viventi" che gli invitati dovevano alternativamente mimare o risolvere. Vi sono vari esempi letterari di sciarade viventi, che sono state descritte ad esempio da William Thackeray nel suo La fiera delle vanità.
In Italia, anche se le prime regole ufficiali relative alle sciarade apparvero nel 1835 a Venezia, già nel 1816 il cavalier Enegildo Frediani pubblicò a Roma un volume intitolato Sciarade, Logogrifi e Fredianesche. Quest'ultimo gioco, cui Frediani assegnò il proprio nome, aveva però regole prive di una chiara logica linguistica (del tipo "date tre parole, una parte della prima e una della seconda messe insieme formano una parte della terza"), e non ebbe fortuna. Ad esempio, la seconda parte di Marte con la prima parte di rosa forma la seconda parte di mistero. Può essere comunque interessante notare che anche Victor Hugo propose qualche decennio dopo le "charades à tiroirs", sciarade a cassetti, sullo stesso principio.

## L'enigmistica moderna
Il passaggio all'enigmistica moderna si ha quando si iniziano a dare delle regole precise per i giochi enigmistici, che tendono sempre più ad essere per l'occhio e non per l'orecchio. Ad esempio, cieli - elci è un anagramma per l'orecchio, visto che entrambe le parole hanno gli stessi fonemi (/tʃ/; /ɛ/; /l/; /i/); ma un gioco che abbia questa soluzione viene ormai irrimediabilmente bollato come "sbagliato".
Occorre anche tener presente che in nazioni come la Francia questa regola è leggermente rilassata, anche perché la lingua si presta agli omofoni più dell'italiano, e quindi gli enigmisti locali non vogliono privarsi di una fonte di giochi.

### L'Ottocento
Il XIX secolo vide la nascita delle prime riviste di enigmistica. Ad essere più precisi in Francia il Magasin énigmatique fece uscire il primo numero nel 1767, mentre in Italia gli enigmi venivano ancora confinati nelle ultime pagine degli almanacchi, raccolte annuali contenenti una serie di informazioni utili inframmezzate da aneddoti e appunto giochi enigmistici. Man mano però anche in Italia l'enigmistica cominciò ad avere un certo qual seguito, e le riviste si adeguarono, iniziando quel processo che avrebbe portato la scuola italiana a primeggiare.
Punto focale della transizione possono essere considerati gli almanacchi pubblicati annualmente dalla tipografia milanese Silvestri: L'Aguzza-Ingegno dal 1821 al 1831, e Il Nuovo Sciaradista dal 1832 al 1840. Nell'ultimo anno di pubblicazione, oltre a sciarade, indovinelli, anagrammi, logogrìfi, apparve anche quello che allora venne definito "purisillabo", e che oggi chiameremmo "scarti iniziali successivi" con la soluzione Casino-Asino-Sino-Ino-No. Occorre tra l'altro ricordare che si era molto meno rigidi nell'ammettere le parole chiave: una sciarada poteva contenere nomi propri o voci verbali coniugate, e soprattutto commettere il peccato fatale: l'identità di etimologia tra una parte e il tutto, come in mani-cure.
Il 1875 segnò la nascita della rivista torinese La gara degli indovini, che continuò le pubblicazioni per quindici anni arrivando anche a tirare 10000 copie, e che può dirsi a buon titolo la prima importante rivista enigmistica (la prima fu infatti L'Aguzzaingegno, pubblicata a Milano nel 1866). La qualità dei giochi era ancora mediocre, vista con gli occhi moderni; ma indubbiamente stava nascendo la casta degli enigmisti, con i loro riti - primo tra tutti l'uso di uno pseudonimo, non si sa se per volere nascondere tale lato ludico della loro identità oppure per rafforzarlo ancora di più - e anche le prime scissioni all'interno della comunità. Nascono nuovi tipi di sciarade. Abbiamo così la sciarada a pompa e la sciarada dell'avvenire, che oggi definiremmo entrambe sciarade a frase: Ad empi mento/Adempimento; e i non-rebus, oggi frasi a sciarada, di cui un esempio allora proposto fu "L'O zio è padre del Vi zio/L'ozio è padre del vizio".
Nel 1877 appaiono le prime crittografie, a firma di Pio Alberto Visoni che le pubblicò sulla Gara degli indovini e sul piacentino L'aguzzaingegno, dando loro in quest'ultima sede il nome di rebus dell'avvenire. Nacquero anche le parole angolari, schemi 4x4 di parole che potevano indifferentemente essere lette da sinistra a destra o dall'alto in basso, e che venivano definite con una quartina. Tale gioco fu assai sviluppato da Demetrio Tolosani, che non usava ancora lo pseudonimo di Bajardo. Ma le riviste dedicate all'enigmistica proliferavano: negli ultimi tre decenni del secolo se ne contarono almeno una cinquantina, anche se la maggior parte di esse ebbe una vita davvero effimera. Questa effervescenza fece però nascere molti nuovi tipi di gioco. Francesco Predola (Il Tarlo) definì le "parole incastrate", il gioco che oggi si chiama incastro; L'aguzzaingegno presentò gli antipodi, i cambi di antipodo, i falsi cambi di genere, e due nuovi tipi di sciarada, l'alterna e l'incatenata, oltre a definire formalmente il termine macrologia. Si videro inoltre i primi indizi del salto di qualità che sarebbe avvenuto nel secolo seguente, con una maggiore attenzione alla forma dei giochi, un nuovo tentativo di definirli, e infine nel caso dei rebus la decisione di racchiudere tutte le parti della frase risolutiva in una vignetta unitaria, senza semplicemente giustapporre le immagini.

### Schemi diagrammatici, sinonimici, a doppio senso
La fine del secolo portò anche a una serie di novità nel formato con cui venivano esposti i giochi enigmistici. Abbiamo visto come inizialmente l'oggetto da trovare era indicato in prima persona o al limite in terza persona nell'indovinello; all'apparire della sciarada, prima in Francia e da lì importate in Italia, apparvero le definizioni per così dire "logiche" (primo o primiero, secondo o altro, intiero o tutto o "totale"), in quello che viene chiamato lo schema grammaticale. Ma anche questo secondo schema limitava lo stile di scrittura, e risultava scomodo nella creazione di nuovi giochi dove la relazione tra le parti non era così chiara come nella sciarada. Se si ha uno scarto, ad esempio, che termini si potrebbero usare? Forse lordo e netto? Apparvero così quasi contemporaneamente due nuovi tipi di esposizione che vengono ancora oggi adoperati nelle riviste enigmistiche "popolari".
Nello schema diagrammatico le parole da ricavare sono inserite direttamente nel gioco, ma vengono "nascoste", sostituendone le lettere con una serie di incognite; le più usate sono x, y, z. In questo modo, il testo del gioco, una volta risolto, è sicuramente più lineare: però il solutore ha tutta una serie di aiuti in più. Sa infatti qual è la lunghezza delle varie parti della risposta - si ricordi che allora non era in uso indicarla - e spesso può anche scoprire il genere della parola incognita e persino le ultime sue lettere, nel caso essa fosse in fin di riga e rimasse con un'altra parola.
Lo schema sinonimico rifugge dalle incognite, e presuppone invece che ogni singola parte della risposta sia sostituita da un suo sinonimo. In questo modo è possibile creare giochi la cui lunghezza sia estremamente breve: una sciarada può essere descritta addirittura in un solo verso. La nascita di questo metodo è convenzionalmente assegnata a Urbano Bocchini (Gastone di Foix), che compose una sciaradina di un solo verso:
AL CAMPOSANTO NEL DI' DEI MORTI
Un fiore anche pel tristo, ed una prece.
La soluzione è Rosa/Rio = Rosario, e si può notare la maggior scorrevolezza rispetto al sistema grammaticale, che avrebbe avuto
Un primo anche per l'altro, ed un totale
o a quello diagrammatico:
Una xxxx per il yyy, ed un xxxxyyy
L'élite degli enigmisti snobbò però anche tale metodo, o meglio lo strinse in lacci e lacciuoli tali da renderlo francamente arduo da comporre. Ad esempio, mentre era considerato lecito scrivere "Po" per indicare la parola "fiume", il contrario era considerato assolutamente errato.
Solo negli anni venti si affermò lentamente quello che ancora oggi è il sistema principale di esposizione dei giochi enigmistici: il metodo a doppio soggetto. In esso, la composizione deve avere un significato letterale che appare a prima vista e che corrisponde con il titolo dato al componimento - altra novità: in precedenza i titoli erano molto rari, e spesso si limitavano a un punto interrogativo "?". A una lettura più approfondita, però, le stesse parole accennano a un altro significato, che è la soluzione reale. Per la precisione storica è giusto ricordare che l'inventore del doppio soggetto fu Antro (Andrea Troncone di Napoli) che presentò i primi esempi sulla rivista Gymnasium agli inizi del secolo. Ecco due indovinelli molto noti, che mostrano il funzionamento del metodo. Il primo, di Turandot (Danilo Berchielli), è
IL CORRIERE DELLA SERA
È un noto quotidian di gran formato.
La soluzione è il pane. Infatti appare tutti i giorni (quotidiano) sulle tavole, ed è fatto di grano, cioè di gran(o) formato.
Il secondo indovinello, del Mancino (Cesare Farina), è ancora più virtuosistico:
LA VECCHIA NONNA
Lavora d'ago fino a mezzanotte
per aggiustare le mutande rotte.
In questo caso la soluzione mostra ancora di più l'abilità nel rivoltare il significato, e persino la forma grammaticale, delle parole utilizzate. Nel senso reale, mezzanotte è il nord; fino non è una preposizione, ma un aggettivo che si riferisce ad ago; e le mutande rotte non sono sostantivo e aggettivo, ma un gerundivo che si appoggia a un sostantivo ("le rotte che devono essere mutate"). A questo punto si capisce che la soluzione è la bussola.
Nel caso di giochi che richiedano la composizione di più vocaboli, o la trasformazione di un vocabolo in un altro, i puntini di sospensione vengono utilizzati per separare le definizioni, come nella seguente sciarada (5, 5 = 10):
UN DIRETTORE PEDANTE
Come capo ha inver ragione… (soluzione: testa)
Ma che barba venir fa… (soluzione: mento)
allorquando lui ti espone
le sue estreme volontà! (soluzione: testamento)

### La nascita del cruciverba
Il piccolo ambiente enigmistico era impegnato in diatribe teoriche, e le riviste fiorivano e sfiorivano. Si possono ricordare la Diana d'Alteno fondata da Demetrio Tolosani (Bajardo) e uscita tra il 1891 e il 1944, La Corte di Salomone tra il 1901 e il 1958, Penombra fondata nel 1920 dal forlivese Eolo Camporesi (Cameo), e ancora pubblicata. Venne anche creata un'associazione: la S.F.I.N.G.E., Società Fra Iniziati Nei Giochi Enigmistici (o, latinamente, Sodalicium Fecunditatis Ingeniorum Nobili Gaudio Eliciendae). Ma l'enigmistica classica doveva conoscere la spietata concorrenza di un nuovo gioco "americano", il cruciverba.
Eccettuati il quadrato magico "sator arepo tenet opera rotas" e le "parole incrociate" di Giuseppe Airoldi (un semplice quadrato 4x4 pubblicato nel 1890), il cruciverba fu inventato da un giornalista di Liverpool, Arthur Wynne, che lo pubblicò nel numero natalizio del 1913 del supplemento al quotidiano statunitense World. La trovata chiave fu l'inserimento delle caselle nere, che aumentarono enormemente il numero di schemi costruibili.
Per una decina d'anni il gioco vivacchiò; poi, di colpo, il successo gli arrise, e fu esportato anche in Europa. Il primo schema italiano apparve nel 1925 sulla Domenica del Corriere, mentre nel 1932 nasceva la rivista La Settimana Enigmistica. La reazione degli enigmisti classici italiani fu quasi rabbiosa: Tolosani, ad esempio, lo qualificò "imbecilloso, con esempi da schiaffi e spropositi da can barbone".